# 2017年美國—沙烏地阿拉伯軍武交易
2017年5月20日，美國總統唐納·川普與沙國國王沙爾曼·賓·阿卜杜勒-阿齊茲·阿紹德簽署了一系列意向書，旨在要求沙烏地阿拉伯立刻向美國購買總額1100億美元之軍武，並在十年內購買總額3500億美元之軍武。預計將購買包括坦克、戰艦、飛彈防禦系統，以及雷達、通訊與網路安全技術。人們認為這很可是為了平衡伊朗在該地區的影響力，也是美國與沙烏地阿拉伯關係「重大」且「有歷史意義的」擴張。

## 背景
沙烏地阿拉伯是美國在中東的重要盟友之一。數十年來，沙國安全部隊都依賴著美國的設備、培訓與服務，並作為制衡伊朗在當地的軍事影響力之手段，保護該國免於被極端主義勢力攻擊。2011-15年間，美國有10%的軍武出口到沙國。2016年，總統巴拉克·歐巴馬曾提出一系列價值近1150億美元的軍武交易，包括軍艦、直升機與相關維修設備。然而因為沙國曾對葉門進行空襲事件後，部分交易在2016年12月被喊卡：當時沙國戰機瞄準葉門沙那的葬禮現場，造成140多人死亡，導致美國決定重新考慮對沙國的軍事援助。
至於2017年的交易，是在川普的女婿兼高級顧問：傑瑞德·庫許納協助下完成；交接期間他曾與沙國皇室建立關係，並在交易過程中親自聯繫洛克希德·馬丁公司。

## 細節
簽字儀式發在利雅德峰會──川普在2017年訪問教廷、沙國與以色列中的一部分──上發生。此外該峰會還與美國200億美元之基礎建設投資有所關聯。
沙國與美國數個國防工業與石油產業企業簽署價值達數十億美元之協議，包括洛克希德·馬丁、波音、雷神、通用動力、諾斯洛普·格魯曼、奇異、埃克森美孚、哈里伯頓、漢威聯合、麥克德莫特國際、雅各布斯工程、NOV、納伯斯工業、威德福特公司、斯倫貝謝與陶氏化學等企業。
之後，沙國在2017年5月以400億美元之基金加入黑石集團，並投資美國國內之基礎建設項目。

## 美方與沙方之政府聲明
美國白宮曾對此大讚這是兩國「安全關係」的「重大發展」。美國國務卿雷克斯·提勒森表示這筆交易室「有歷史意義的」，並表示這些武器就用來對抗伊朗，促使他們停止支持破壞安全勢力。此外他表示美國將對相關討論持開放態度。
2018年12月，美國參議院因賈馬爾·卡舒吉遇暗殺事件與葉門數千平民死傷，以56-41之票數，決定停止資助沙國干涉葉門內戰之軍事援助。共同起草該決議之一的伯尼·桑德斯表示：這是第一次利用法律表明，發動戰爭的法責在於美國國會，而非白宮。從現今來看，這是在告訴沙國：「我們（美國）不是他們（沙國）軍事冒險主義的一部分。」
2020年9月24日，民主黨提出了一項控制美國對外軍售的法案。此法案可能是川普政府在傑瑞德·庫許納領導下，討論可能會對阿聯酋售出F-35時所提出，在過去，川普政府曾積極在葉門內戰期間，向干涉該戰的海灣國家沙國與阿聯酋售出價值數十億美元之軍武。
2020年11月18日，三位美國參議員，即民主黨的鮑勃·梅南德斯和克里斯·墨菲與共和黨蘭德·保羅公布四項單獨之決議，不同意川普將價值超過230億美元的MQ-9收割者、F-35、空對空飛彈與其他彈藥給阿聯酋。

## 反應

### 美國國內反應
夏威夷民主黨代表圖爾西·加巴德對此批評道：「沙烏地阿拉伯是一個在國內外均有破壞人權之紀錄的國家，並且，他長期以來一直資助威脅美國公民的恐怖組織」。蘭德·保羅則提出一項名為「諷刺」的，試圖阻止該計劃的法案。
軍售消息的傳出，促使美國國防股創歷史新高。
參議員約翰·馬侃曾告訴半島電視台：「沙國人在葉門打仗而他們需要武器。你想贏，你就需要武器。是以，我們已然開戰了。」根據參議員克里斯·墨菲表示：「這1100美元將是由先前的銷售額與簽署後的未來預期消費額的總體。」

### 國際反應
- 伊朗 – 伊朗最高領袖阿里·哈米尼稱沙國是「美國的乳牛」。[43]
- 以色列 – 以色列能源部部長尤瓦·斯坦尼茲表示「感到擔憂」。[44][45]
- 沙烏地阿拉伯 – 沙國政府（英语：Politics of Saudi Arabia）讚許這場協議，並稱這是沙國與美國關係的轉捩點。[46]
- 葉門 – 超過一萬名葉門人走上沙那街頭抗議該協議。隨後胡希運動向沙國首都利雅德發射一枚彈道飛彈。[47][48]

## 影響
2017年6月5日，布魯金斯學會斯特普·塔爾博特表示這次武器交易是由「一堆利益與意向書達成，而非合同書」。6月13日，美國參議院以微弱的優勢阻止了部分交易的達成，並批准出售價值5億美元之武器。隨後該交易的批准被各個立法者的反對，包括共和黨參議員麥克·李、蘭德·保羅、托德·揚、狄恩·海勒，以及民主黨投下支持該措施來阻止交易的大多數議員，並引用沙國在葉門內戰與國內侵犯人權的行為。投下反對採取措施來阻止出售的參議員包括民主黨的喬·唐納利、克蕾兒·麥卡斯基、比爾·納爾遜、喬·曼欽、馬克·沃納及共和黨人，包括多數黨領袖密契·麥康諾、鮑伯·寇爾克與喬·曼欽。
2018年8月，由美國出售的洛克希德·馬丁製的Mark 82炸彈被沙國的聯軍使用、轟炸葉門的一輛校車，造成51人死亡（包括40名孩童在內）。此次空襲後，美國建議在沙國與阿聯酋戰機安裝槍械攝像頭，以了解空襲是如何發生的，但遭到兩國的反對。後來駐利雅德聯軍作戰室的美國軍官注意到，缺乏經驗的沙國飛行員為躲避敵方火力而在高空駕駛之，但反過來又因不精準的轟炸導致出現誤傷平民的情況。
截止至2018年10月，沙國已經購買了價值145億之軍武。而在2018年期間，川普多次斷言該交易將給美國創造包括多達一百萬之就業機會。

## 註腳
1. ↑  . abc news.   [2017-05-21]. （原始内容存档于2017-06-07）.
2. ↑  Linge, Mary Kay. . New York Post. 2017-05-20  [2017-05-21]. （原始内容存档于2019-05-10）.
3. 1 2  David, Javier E. . CNBC. 2017-05-20  [2017-05-21]. （原始内容存档于2019-05-21）.
4. ↑  . The Independent. 2017-05-17  [2017-05-21]. （原始内容存档于2022-05-01） （英国英语）.
5. ↑  . ABC News. 2017-05-21  [2017-05-21]. （原始内容存档于2019-05-10） （澳大利亚英语）.
6. ↑  Lee, Carol E.; Stancati, Margherita. . Wall Street Journal. 2017-05-20  [2017-05-21]. ISSN 0099-9660. （原始内容存档于2019-02-17）.
7. ↑  . The Independent. 2017-05-20  [2017-05-21]. （原始内容存档于2022-05-01） （英国英语）.
8. ↑  . Vox. 2017-05-20  [2017-05-21]. （原始内容存档于2019-05-03）.
9. ↑  . POLITICO.   [2017-05-21]. （原始内容存档于2017-05-20）.
10. ↑  . UPI.   [2017-05-21]. （原始内容存档于2017-05-21） （英语）.
11. ↑  . BBC News. 20 April 2016  [2022-06-01]. （原始内容存档于2019-04-17）.
12. ↑  . Al-Ahram Weekly. 28 May 2015  [12 February 2018]. （原始内容存档于17 April 2019）.
13. ↑  . Council on Foreign Relations.   [2018-03-09]. （原始内容存档于2018-12-01）.
14. ↑  Bayoumy, Yara. . Reuters. 2016-09-07  [2018-03-09]. （原始内容存档于2019-05-08）.
15. ↑  Stewart, Phil. . U.S. 2016-12-13  [2018-03-09]. （原始内容存档于2018-11-23）.
16. ↑  "America 'agrees to stop selling some arms' to Saudi Arabia （页面存档备份，存于）". The Independent. 13 December 2016.
17. ↑  Jeremy Diamond and Zachary Cohen. . CNN.   [2017-05-27]. （原始内容存档于2019-04-19）.
18. ↑  Schmitt, Mark Landler, Eric; Apuzzo, Matt. . The New York Times. 2017-05-18  [2017-05-27]. ISSN 0362-4331. （原始内容存档于2018-06-30）.
19. ↑  Alesci, Cristina. . CNNMoney. 2017-05-21  [2017-05-27]. （原始内容存档于2019-04-24）.
20. ↑  "Factbox: Deals signed by U.S. companies in Saudi Arabia （页面存档备份，存于）". Reuters. May 20, 2017.
21. ↑  "Saudi Arabia Welcomes Trump With Billions of Dollars of Deals （页面存档备份，存于）". Bloomberg. May 20, 2017.
22. ↑  "Guide to $400 Billion in Saudi-U.S. Deals: Black Hawks to Oil （页面存档备份，存于）". Bloomberg. May 22, 2017.
23. ↑  "Aramco signs $50-billion in deals with US companies （页面存档备份，存于）". Oil & Gas Journal. May 22, 2017.
24. ↑  "4 Defense Giants In Buy Zone As Saudis Near $100 Billion Arms Package （页面存档备份，存于）". Investor's Business Daily. May 19, 2017.
25. 1 2  Thomas, Lauren. . CNBC. 2017-05-22  [2017-05-27]. （原始内容存档于2021-03-08）.
26. ↑  "5 Top Deals Lockheed, Boeing, Raytheon May Get From Saudis — If They Pay Up  （页面存档备份，存于）". Investor's Business Daily. June 9, 2017.
27. ↑  Gara, Antoine. . Forbes. May 20, 2017  [2022-06-01]. （原始内容存档于2021-01-24）.
28. ↑  . NBC News.   [2017-05-21]. （原始内容存档于2018-04-11） （英语）.
29. ↑  . Fox News. 2017-05-20  [2017-05-21]. （原始内容存档于2018-06-30） （美国英语）.
30. ↑  . Financial Review. 2017-05-21  [2017-05-21]. （原始内容存档于2018-06-30） （美国英语）.
31. ↑  IANS. . Business Standard India. 2017-05-21  [2017-05-21]. （原始内容存档于2018-06-30）.
32. ↑  . The New York Times.   [13 December 2018]. （原始内容存档于2021-02-26）.
33. ↑  . CNN International.   [24 September 2020]. （原始内容存档于2021-02-19）.
34. ↑  . US News.   [18 November 2020]. （原始内容存档于2021-01-17）.
35. ↑  . aapress.com.   [2017-05-21]. （原始内容存档于2021-04-17） （美国英语）.
36. ↑  Beavers, Olivia. . TheHill. 2017-05-20  [2017-05-21]. （原始内容存档于2020-11-12）.
37. ↑  Hensch, Mark. . TheHill. 2017-05-23  [2017-05-26]. （原始内容存档于2020-11-11）.
38. ↑  . 25 May 2017. （原始内容存档于2017-06-19）.
39. ↑  Hensch, Mark. . TheHill. 2017-05-24  [2017-05-27]. （原始内容存档于2021-01-27）.
40. ↑  .   [2017-05-27]. （原始内容存档于2021-03-08） （英语）.
41. ↑  CNBC. . Fox Business. 2017-05-22  [2017-05-27]. （原始内容存档于2020-08-04）.
42. 1 2  . Al Jazeera. June 8, 2017  [2022-06-01]. （原始内容存档于2020-09-19）.
43. ↑  . Time.   [2017-05-27]. （原始内容存档于May 27, 2017）.
44. ↑  . Reuters. 2017-05-22  [2017-05-27]. （原始内容存档于2018-03-22）.
45. ↑  . The Jerusalem Post.   [2017-05-27]. （原始内容存档于2018-03-24）.
46. ↑  Birnbaum, Chelsea Mosery. . JerusalemOnline.   [2017-05-21]. （原始内容存档于2017-05-25）.
47. ↑  . The Hindu. 20 May 2017  [21 May 2017]. （原始内容存档于2020-11-12）.
48. ↑  . PBS NewsHour.   [2017-05-21]. （原始内容存档于2017-06-04） （美国英语）.
49. ↑  Riedel, Bruce. . June 5, 2017  [October 21, 2018]. （原始内容存档于2018-03-15）.
50. ↑  Liautaud, Alexa. . Vice News. June 13, 2017  [June 14, 2017]. （原始内容存档于2017-12-15）.
51. ↑  Cooper, Helene. . The New York Times. June 13, 2017  [June 14, 2017]. （原始内容存档于2017-06-13）.
52. ↑  Carney, Jordain. . The Hill. June 13, 2017  [June 14, 2017]. （原始内容存档于2018-06-14）.
53. ↑  Elbagir, Nima, Salma Abdelaziz, Ryan Browne, Barbara Arvanitidis and Laura Smith-Spark. . CNN. August 14, 2018  [August 24, 2018]. （原始内容存档于2018-08-18）.
54. ↑  . The New York Times. December 25, 2018  [December 25, 2018]. （原始内容存档于2018-12-26）.
55. ↑  Jeremy Diamond; Barbara Starr. . CNN. October 12, 2018  [October 21, 2018]. （原始内容存档于2021-03-03）.
56. ↑  . vox.com. October 21, 2018  [November 4, 2018]. （原始内容存档于2021-01-03）.